# フランチェスコ・プラターリ
フランチェスコ・プラターリ（Francesco Pratali, 1979年1月17日- ）は、イタリア・ポンテデーラ出身のサッカー選手。現在は無所属。ポジションはDF。

## 経歴
エンポリFCのプリマヴェーラで育ち、期限付き移籍を経て2001年より同クラブへ復帰。守備陣の中核選手となり、2006-2007シーズンはルイジ・カーニ監督の下でクラブの躍進に貢献し、UEFAカップ出場権を獲得した。しかし、2007-2008シーズンは移籍を巡りクラブと対立したために出場機会が減少し、クラブもセリエBへ降格した。
2008年夏にトリノFCへ移籍するが、2年連続でセリエB降格を経験。2010年1月、ACシエーナへレンタル移籍。
2015年7月22日、レガ・プロのACトゥットクオーヨ1957からセリエDのASDジョリー・モンテムルロへ加入した。

## タイトル
エンポリ
- セリエB : 2004-05